# Département de l'Agriculture, de l'Immigration et des Statistiques de la province du Canada
Le département de l'Agriculture, de l'Immigration et des Statistiques de la province du Canada est le ministère de l'agriculture de la province du Canada. Créé en 1852 sous le nom de « Bureau de l'Agriculture », il est le prédécesseur du ministère de l'Agriculture du Canada.

## Histoire
En 1852, le gouvernement de la province met en place un bureau d'agriculture par détachement du département des Terres de la Couronne. En 1855, le bureau absorbe le bureau d'Enregistrement et de Statistiques. Le bureau possède alors le mandat de préparer des rapports de statistiques, de délivrer les brevets d'invention et de droits d'auteur, d'organiser la représentation du Canada aux expositions européennes et américaines, d'aider les associations d'agriculture et de conseiller sur l'ouverture de chemins pour la colonisation. Depuis 1859, le bureau envoie des agents (dont Anthony Bewden Hawke) en Europe pour promouvoir l'émigration vers le Canada. Jusqu'en 1862, le ministre responsable du bureau est ex officio le président du Conseil exécutif. Après 1862, le bureau devient un réel ministère : le département d'Agriculture et des Statistiques. Il devient alors la seule agence gouvernementale responsable de l'immigration.

## Liste des ministres
- 1856 : Philip Michael Matthew Scott Vankoughnet
- 2 aout 1858 - 7 aout 1858 : Joseph-Élie Thibaudeau
- 7 aout 1858 - 20 mars 1862 : John Ross
- 20 mars 1862 - 21 mai 1862 : Narcisse-Fortunat Belleau
- 21 mai 1862 - 16 mai 1863 : François Évanturel
- 16 mai 1863 - 30 mars 1864 : Luc Letellier de Saint-Just
- 30 mars 1864 - 30 juin 1867 : Thomas D’Arcy McGee (avec Joseph-Charles Taché comme sous-ministre)